# Die Wolken
Die Wolken (αἱ νεφέλαι hai nephélai) ist eine klassische griechische Komödie des Komödiendichters Aristophanes, die 423 v. Chr. in Athen uraufgeführt wurde. Die erhaltene Version der Wolken ist nicht die der Uraufführung, sondern eine von Aristophanes überarbeitete Fassung, mit der er es den Athenern heimzahlt, dass sein Stück beim Komödienagon der Dionysien des Jahres 423 v. Chr. nur den dritten Platz belegte. Die geplante Wiederaufführung der bearbeiteten Fassung wurde nie vollzogen.

## Handlung
Im Morgengrauen liegt der Bauer Strepsiades mit seinem Sohn Pheidippides und einigen Sklaven auf dem Nachtlager, im Dionysostheater vermutlich auf dem sogenannten Ekkyklema, einem herausfahrbaren Bühnenelement, dargestellt. Nachdem Strepsiades erwacht, erzählt er in einem Monolog seine Sorgen und Nöte: Er sei hoch verschuldet, weil er über seine Verhältnisse geheiratet habe und sein Sohn viel Geld an Pferde und Wagenrennen verschwende. Nun fordern die Gläubiger ihr Geld zurück. Da kommt ihm der rettende Gedanke: Sein Sohn soll in die Schule des Sokrates, ins Phrontisterion, gehen, damit er dort lernt, wie man vor Gericht „die schlechte Sache zur besseren macht“, um sich die Gläubiger vom Hals zu schaffen. Doch Pheidippides steht nicht der Sinn danach. So bleibt Strepsiades nichts anderes übrig, als sich selbst dorthin aufzumachen, obwohl er schon, wie er selbst sagt, alt und vergesslich wird. Im Phrontisterion angekommen, sieht Strepsiades den Meister in einer Hängematte (die von einem sogenannten Bühnenkran gehalten wird) in den Lüften schweben. Sokrates erklärt, der Geist könne nur dann Höheres erreichen, wenn sich auch der Körper hoch oben befinde. Die Wolken seien die Götter der neuen Zeit, denn die Wolken verkörperten „die Gedanken, Ideen, Begriffe, die uns Dialektik verleihen und Logik und den Zauber des Wortes und den blauen Dunst, Übertölpelung, Floskeln und Blendwerk“. Sokrates nimmt Strepsiades als Schüler an. Nicodemus Frischlin zufolge, einem späthumanistischen Philologen, der das Stück ins Lateinische übersetzte und in fünf Akte einteilte, endet hier der erste Akt.
Im zweiten Akt (wenn man Frischlins Einteilung folgt) merkt Sokrates allzu bald, dass Strepsiades nicht zu lernen vermag und schickt ihn schließlich fort. So muss nun doch sein Sohn einspringen. Sokrates lässt Pheidippides zwischen zwei Lehrern wählen: zwischen dem Anwalt der „guten (rechten) Sache“ und dem Anwalt der „schlechten (unrechten) Sache“ (logos dikaitis und logos adikos). Im Mittelpunkt des dritten Aktes steht das große, heftige, zuweilen wüste Rededuell der beiden Lehrer. Jeder versucht, Pheidippides von seinen Fähigkeiten und seinem Standpunkt zu überzeugen. Der Anwalt der „guten Sache“ steht für althergebrachte Ideale einer Erziehung zur Selbstdisziplin; der Anwalt der „schlechten Sache“ hingegen vertritt die „moderne“ sophistische Lehr- und Denkweise und wirbt für diese und die Verlockungen eines genussvollen Lebensstils. Am Ende muss sich „die gute Sache“ geschlagen geben; dank ihres rabulistischen Geschicks siegt „die schlechte Sache“. Folglich wird Pheidippides ihr in die Lehre gegeben. Doch lässt – schon im Moment dieses Triumphes – der Chor der Wolken mit der Vorhersage, Strepsiades werde diese Entscheidung bereuen, das ihm nahende Unheil ahnen.
Zwar kommt im vierten Akt das frisch erworbene rhetorisch-dialektische Können seines Sohnes dem Vater zunächst zugute: Sokrates’ Verheißung gemäß, Pheidippides werde in jedem Prozess siegen, selbst wenn der Gegner „tausend Zeugen“ aufbiete, vermag dieser die beiden Gläubiger Pasias und Amynias abzuweisen, u. a. dank eines Rekurses auf die Änderungen der Gesetze seit Solon. Strepsiades zahlt weder das geliehene Geld noch die aufgelaufenen Zinsen zurück.
Doch im letzten Akt rächen sich die Lehren, die Pheidippides empfing, an Strepsiades selbst. Als Vater und Sohn sich beim Mahl über des Sohnes Begeisterung für Euripides in die Haare geraten, verprügelt der ungeratene Sohn, der sich als wahrer Anwalt der „schlechten Sache“ erweist, den Vater und erklärt ihm obendrein, dass er damit nichts anderes tue, als ganz handfest jene „liebevolle Behandlung“ zu erwidern, die der Vater selbst „aus Lieb’ und Fürsorg’“ einst dem Kind angedeihen ließ. Nun erkennt Strepsiades, wohin die neue Bildung seinen Sohn geführt hat. Er flucht den Wolken, er klagt sie an, ihn in dieses Unheil getrieben zu haben, und steckt schließlich mit seinem Diener Xanthias das Phrontisterion des Sokrates in Brand – „der einzige düstere Schluß in einem Aristophanes-Stück“.

## Personen (Dramatis Personae)
StrepsiadesDer Name ist Programm, denn Strepsiades bedeutet „Verdreher“ oder „der Verdrehte“. Am Anfang des Stücks wirkt er noch wie ein leidtragender, glückloser und vollkommen unschuldig in Schulden geratener Bauer, dessen Hochzeit sein größter Fehler war. Doch die Entscheidung, eine Frau aus der Stadt und aus einer berühmten Familie zu heiraten, zeugt von seiner Gier, mehr zu sein als ein einfacher Bauer, obwohl er mit Letzterem wohl glücklicher wäre. Und sein Plan hat es in sich: die Gläubiger um ihr Geld zu betrügen, indem man sich der neuen Kunst zu reden bedient, und zwar ausdrücklich zugunsten der schlechten Sache, bedarf es schon eines abgebrühten Charakters. Andererseits könnte man argumentieren, seine drastische Situation erfordere drastische Lösungen. Gleichzeitig glänzt Strepsiades durch seine bemerkenswerte Einfältigkeit, und so konstruiert Aristophanes damit einen Charakter, der zum einen durch seine Obszönitäten, durch Unwissenheit und andere absurde Einfälle das Publikum unterhält. Andererseits macht er sich im Verlauf der Geschichte auch recht gut als tragischer Held, zumal bei jener Szene, in der er von seinem Sohn geschlagen wird und letzten Endes zwar irgendwie als „Sieger“ dasteht, jedoch ohne seinen Plan verwirklichen zu können.
PheidippidesAuch der Sohn des Strepsiades hat einen sprechenden Namen: Das „Sparrösschen“, eine wunderbar komische Konstruktion zwischen der sparsamen Seite der Familie des Vaters und der Verschwendungssucht der Familie der Mutter, die aus dem Ritterstand stammt. Zu letzterem fühlt sich auch Pheidippides hingezogen, und so kam es einst zu den vielen Schulden der Familie, da der Sohn als Statussymbol natürlich Pferde brauchte – eine kostspielige Investition, besonders für einen einfachen Bauern. Charakterlich macht Pheidippides wohl in dem Stück die größte Wandlung durch. Seine Worte „Solang’ ich nämlich nichts als Roß’ und Wagen hatt’ im Sinne, da bracht’ ich nicht drei Wörter raus; (…) davon kurieret, verkehr ich nur noch mit Ideen, sublimem Wort und Grübeln“ beschreiben diese Wandlung wohl am besten. Sogleich befindet er sich mit seinem Vater im Streit und ist am Ende ein Prototyp für die Art, wie man sophistische Lehren auf falsche bzw. schlechte Weise auslegen und benutzen kann.
Die beiden LogoiDie im Deutschen oft als Anwälte bezeichneten Kontrahenten, die im dritten Teil der Komödie und auch nur dort auftreten, sind im Griechischen die sogenannten Logoi. Das Wort Logos deckt im Deutschen eine große Bandbreite möglicher Bedeutungen ab: von Wort über Rede bis hin zu Idee und Verstand oder sogar Tat. Aristophanes lässt in dieser Szene je einen personifizierten Vertreter der beiden gegensätzlichen Geisteshaltungen auftreten, die seinerzeit in Athen existierten. Die eine, als gerecht bezeichnete Seite, vertritt die Meinung der altmodisch und traditionell eingestellten Athener, die auf eine klassische Bildung setzen, jedoch mit Zugeständnissen an die damalige „Moderne“ wie beispielsweise die Toleranz gegenüber der Liebe älterer Männer zu Knaben. Die andere Seite, ungerecht genannt, spiegelt die Meinung der Bürger wider, die auf modernes Gedankengut wie die Sophistik setzen und die alten Normen und gerade rein mythisch begründete Grundsätze stark anzweifeln und ablehnen. So kämpfen hier nicht nur Hirngespinste des Dichters gegeneinander, sondern dieser Kampf symbolisiert die Lage in Athen zur Zeit des Peloponnesischen Krieges. Jedoch darf man dabei nicht vergessen, dass derlei in einer Komödie passiert: So findet hier kein hochtrabend philosophischer Dialog statt, sondern ein von Vorurteilen und Gerüchten geprägter und mit Schimpfwörtern ausgetragener Zwist, der gleichzeitig den Zuschauer amüsieren soll.
SokratesZum ersten Mal liegt kein sprechender Name vor; umso bekannter ist er. Der Grund: Die historische Person, die diesem Charakter zugrunde liegt, der echte Sokrates, zählt neben Platon und Aristoteles zu den bedeutendsten Philosophen der Antike, wenn sie nicht gar die wichtigste ist. Vor der Charakterisierung dieser Person sei angemerkt, dass sich die Aussagen lediglich auf die Person im Stück beziehen, nicht auf den historischen Sokrates. Bei seinem ersten Auftritt ist Sokrates, wie bereits erwähnt, am Bühnenkran befestigt und schwebt erhaben über allen anderen: daraus lässt sich natürlich eine gewisse Arroganz ableiten. Zudem beschäftigen ihn anscheinend viele Fragen, denn seine Themenbereiche umfassen die reine Erforschung der Natur, relativ plausible Wissenschaften und Mathematik; sie sprechen die Naturphilosophie an und enden schließlich bei der sophistischen Lehre. Jedoch handelt es sich, wie bei dem zuvor behandelten Teil der Antilogie, nicht um die seriösen Seiten dieser Wissenschaften, sondern lediglich um Lappalien oder an den Haaren herbeigezogene Theorien. So ist dieser Sokrates kein ernsthafter Philosoph, sondern ein verrücktes und vor Klischees strotzendes Spottbild eines Wissenschaftlers, ein Charaktertyp, der auch noch häufig in späteren Stücken anzutreffen ist.

## Wirkung und Bedeutung
Man kann die „Wolken“ als eine Kritik an der athenischen Gesellschaft, personifiziert durch Strepsiades, verstehen. Doch auch die anderen Geschehnisse, insbesondere der Kampf, bei dem die schlechte Seite gewinnt, tragen zu diesem Bild bei. Ein weiteres wichtiges Thema dieses Dramas ist der Generationenkonflikt, den gerade Strepsiades und Pheidippides auszufechten haben. Hand in Hand geht dies mit der Kritik an der Sophistik vonstatten, der ja gerade die jungen Leute anhängen, beziehungsweise der falschen Auslegung der sophistischen Methodik.

## Der historische Sokrates
Der Sokrates in der Apologie des Platon sah das Stück als Teil der früheren Anklage gegen ihn, also dem Teil, der aus Vorurteilen ihm gegenüber bestand und den er in seiner Verteidigungsrede zu widerlegen suchte, um später dann der aktuellen Anklage, die letztlich zum Todesurteil gegen ihn führen sollte, entgegenzutreten. Da das Stück, namentlich erwähnt, als einziges Beispiel dafür aufgeführt wird, wird oftmals behauptet, Aristophanes habe mit seinem Stück maßgeblich dazu beigetragen, dass Sokrates verurteilt wurde. Dieser Aussage stehen wieder andere entgegen, die eine direkte Mitschuld Aristophanes' vollkommen ausschließen, da das Stück lediglich humoristischer Natur ist. Ein weiterer Punkt ist die Art des Unterrichts. Der des Sokrates ist eindeutig sophistischer Natur, die Wortverdrehung, die Strepsiades erlernen will, gehörte aber nicht zur sokratischen Lehre. Des Weiteren führt das Stück naturwissenschaftliche Forschungen auf Seiten des Philosophen an, die nicht in der historischen Forschung wiedergegeben sind.
Die Wolken ist die einzige schriftliche Quelle über Sokrates, die zu seinen Lebzeiten entstand. Es wurde aber geschrieben, als der Philosoph erst 46 Jahre alt war. Da sich seine Biografie nur schwer rekonstruieren lässt, ist auch ein direkter Vergleich mit dem Stück nur spekulativ.
Darüber hinaus stellte Sokrates' Schüler Platon in seinem Symposion ebenfalls Aristophanes dar und lässt auch Alkibiades aus den Wolken zitieren. Nach Interpretation des Philologen Jürgen Werner spricht dies gegen eine Schuld Aristophanes' an der Verurteilung des Philosophen.

## Spätere Aufführungen und Fassungen
Eine frühe neuzeitliche Aufführung des Stücks fand 1549 in Joachimsthal statt. 1906 bearbeitete es Sacha Guitry für eine Pariser Bühne.

## Ausgaben (Auswahl)
- Marcus Musurus: Komödiai ennea (Neun Komödien). Venedig 1498.
- Aristophanes: Clouds, herausgegeben von Kenneth Dover. Oxford University Press, Oxford 1968; Nachdruck: Clarendon Press, Oxford 2003. ISBN 0-19-814395-8.

## Übersetzungen
- Isaac Fröreisen: Nubes. Ein Schön und Kunstreich Spiel, darin klärlich zusehen, was betrug und hinderlist offtmahlen für ein End nimmet. Straßburg 1613.
- Christoph Martin Wieland: Die Wolken. In: Attisches Museum, Jg. 2 (1798).
- Johann Heinrich Voß: Die Wolken. In: Werke, Bd. 1. Braunschweig 1821.
- Ludwig Seeger (Übersetzer), Jürgen Werner (Bearbeiter): Die Wolken. Insel-Verlag, Leipzig 1978.
- Otto Seel (Übersetzer): Die Wolken. Reclam, Ditzingen 1981. ISBN 3-15-006498-8.